# Cunninghamia
 (mai 2025).
La mise en forme du texte ne suit pas les recommandations de Wikipédia : il faut le « wikifier ».
Les points d'amélioration suivants sont les cas les plus fréquents :
- Les titres sont pré-formatés par le logiciel. Ils ne sont ni en capitales, ni en gras.
- Le texte ne doit pas être écrit en capitales (les noms de famille non plus), ni en gras, ni en italique, ni en « petit »…
- Le gras n'est utilisé que pour surligner le titre de l'article dans l'introduction, une seule fois.
- L'italique est rarement utilisé : mots en langue étrangère, titres d'œuvres, noms de bateaux, etc.
- Les citations ne sont pas en italique mais en corps de texte normal. Elles sont entourées par des guillemets français : « et ».
- Les listes à puces sont à éviter, des paragraphes rédigés étant largement préférés. Les tableaux sont à réserver à la présentation de données structurées (résultats, etc.).
- Les appels de note de bas de page (petits chiffres en exposant, introduits par l'outil «  Source ») sont à placer entre la fin de phrase et le point final[comme ça].
- Les liens internes (vers d'autres articles de Wikipédia) sont à choisir avec parcimonie. Créez des liens vers des articles approfondissant le sujet. Les termes génériques sans rapport avec le sujet sont à éviter, ainsi que les répétitions de liens vers un même terme.
- Les liens externes sont à placer uniquement dans une section « Liens externes », à la fin de l'article. Ces liens sont à choisir avec parcimonie suivant les règles définies. Si un lien sert de source à l'article, son insertion dans le texte est à faire par les notes de bas de page.
- La présentation des références doit suivre les conventions bibliographiques. Il est recommandé d'utiliser les modèles {{Ouvrage}}, {{Chapitre}}, {{Article}}, {{Lien web}} et/ou {{Bibliographie}}. Le mode d'édition visuel peut mettre en forme automatiquement les références.
- Insérer une infobox (cadre d'informations à droite) n'est pas obligatoire pour parachever la mise en page.

Pour une aide détaillée, merci de consulter Aide:Wikification.
Si vous pensez que ces points ont été résolus, vous pouvez retirer ce bandeau et améliorer la mise en forme d'un autre article.
Genre
Cunninghamia est le seul genre de conifère vivant actuellement accepté de la sous-famille des Cunninghamioideae, Cupressaceae, selon la classification phylogénétique.

## Taxonomie
Cunninghamioideae est généralement considéré comme le clade actuel le plus basal des Cupressaceae, possède un registre fossile intéressant comprenant notamment le genre †  Elatides.
Le genre Cunninghamia comprend deux espèces vivantes proches:
- Cunninghamia konishii Hayata 1908, (montagnes du nord de Taïwan et sporadiquement en Chine, au Vietnam et au Laos)
- Cunninghamia lanceolata (Lambert) Hooker 1827, (sud au sud-est de la Chine de 200 à 2800m d’altitude)

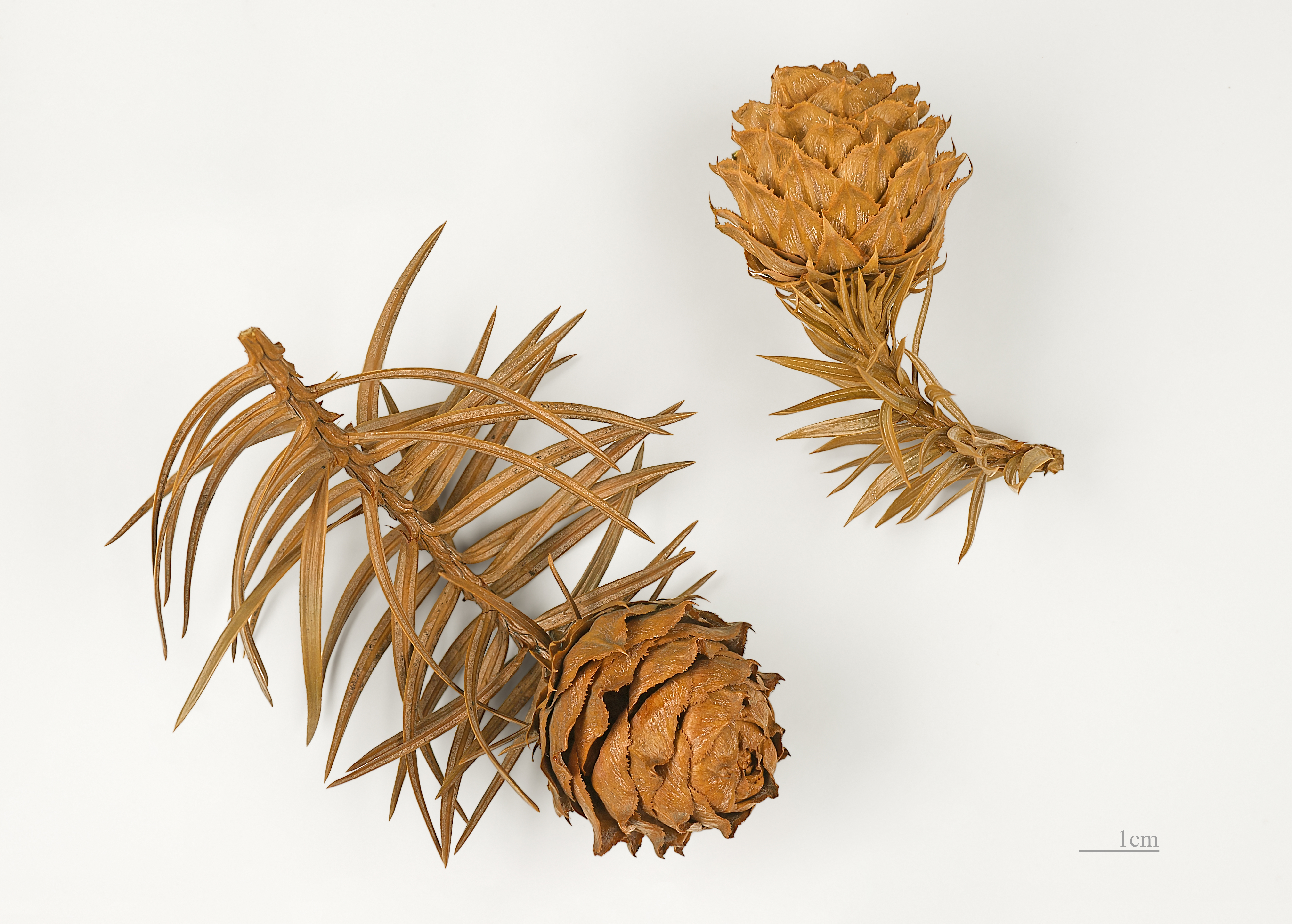

Certains experts ont mis en évidence une paraphylie des deux espèces, certains ont donc décidé de traiter les deux espèces comme des variétés de C. lanceolata, mais les auteurs contemporains les reconnaissent comme deux espèces distinctes. Il est aussi possible que des taxons cryptiques existent au sein du genre, de nouvelles collectes pour des analyses moléculaires plus objectives semblent nécessaires.

### Histoire évolutive évolutive
Le registre fossile des Cunninghamioideae remonte au Jurassique inférieur et au Crétacé en Europe, en Amérique du Nord et en Asie ce qui correspond globalement aux estimations de divergence moléculaire établies pour l'ensemble des Cupressaceae.
Austrohamia (†   Austrohamia asfaltensis D.L. Contreras, I.H. Escapa, R.C. Iribarren, & N.R. Cúneo, Jurassique inférieur, formation de Cañadón Asfalto en Argentine…) semble être le plus ancien genre attribué à la famille des Cupressaceae, il partage cependant des caractéristiques communes avec les sous-familles Cunninhamioideae et Taiwanioideae.
Cunninghamioideae est une sous-famille de conifères appartenant à la famille des Cupressaceae. Elle ne comprend aujourd’hui qu’un seul genre actuel, Cunninghamia, mais compte au moins dix genres fossiles identifiés.
 Parmi les genres fossiles proches de la sous-famille des Cunninghamioideae figurent notamment †Ohanastrobus et †Nishidastrobus, décrits en 2021 par Brian A. Atkinson, Dori L. Contreras, Ruth A. Stockey et Gar W. Rothwell. D'autres genres fossiles incluent †Elatides, †Sewardiodendron (Florin), ainsi que †Cunninghamiostrobus — représenté notamment par C. hueberi (Miller, 1975) du Crétacé supérieur et C. yubariensis (Stopes & Fujii) de l’Oligocène. On compte également †Cunninghamites (Presl), †Hughmillerites (Jurassique supérieur – Crétacé inférieur), décrit par Seward et Bancroft puis révisé par Rothwell, Stockey, Mapes et Hilton en 2011, †Hubbardiastrobus (Crétacé inférieur) décrit par Atkinson, Rothwell et Stockey en 2014, †Mikasastrobus (Crétacé supérieur) décrit par Saiki et Kimura, ainsi que †Parataiwania (Crétacé supérieur), décrit par M. Nishida, Ohsawa et Nishida,.

#### Liste des espèces de Cunninghamia fossiles
L’espèce fossile de bois Taxodioxylon cunninghamioides (Watari) Watari est considérée comme apparentée au genre Cunninghamia.

#### -Mésozoïque

##### Crétacé
†    Cunninghamia asiatica (Yokoyama) Meng, Zhang, Lu & Cheng, 1988,Crétacé inférieur, province du Liaoning (Chine) et Russie (initialement décrite comme Elatides asiatica).
†    Cunninghamia taylorii Serbet, Bomfleur & Rothwell, 2013, Crétacé supérieur, Campanien, Formation de Horseshoe Canyon, Alberta, Canada
†    Cunninghamia hornbyensis Brink, Stockey, Beard et Wehr, 2009, Crétacé supérieur, Campanien, Canada

#### -Paléogène

##### Éocène
†    Cunninghamia eocenica Matsuo, 1967, Éocène moyen, Formation de Hashima (champ houiller de Takashima), préfecture de Nagasaki, Japon
†    Cunninghamia beardii Serbet, Bomfleur & Rothwell, 2016, Éocène, île de Vancouver, Colombie-Britannique, Canada
Oligocène :
†    Cunninghamia chaneyi R. N. Lakh., 1958, Oligocène, flore de Rujada (Oregon) (aussi présente au Miocène de Clarkia (Idaho))
†    Cunninghamia marquettii Axelrod, 1998, Oligocène, Haynes Creek, Idaho
†    Cunninghamia shangcunica Kodrul, Gordenko & Sokolova, 2018, Oligocène, bassin de Maoming, sud de la Chine

#### Néogène

##### Miocène
†    Cunninghamia praelanceolata Du, Yan, Sun, Li, Dao & Li, 2011, Miocène supérieur, Zhejiang oriental, sud-est de la Chine.
†    Cunninghamia protokonishii Tanai & Onoe, emend. Yabe & Yamakawa, Miocène–Pliocène, nord-est et sud-est de la Chine.
†    Cunninghamia chaneyi (mentionnée plus haut)
†    Cunninghamia miocenica Ettingshausen sensu Walther, 1989, Miocène
†    Cunninghamia squamata, Miocène
Pliocène :
†    Cunninghamia minisperma Mai & Walther, 1988, Pliocène, Thuringe, Allemagne.
†    Cunninghamia protokonishii (mentionnée plus haut)

## Description des espèces actuelles
Arbres pouvant atteindre 50 m de hauteur et 3 mètres de diamètre DPH. Les feuilles sont rigides, linéaires-lancéolées, droites ou légèrement falquées, mesurant 0,8 à 6,5 (jusqu’à 7) cm de long sur 1,5 à 5 mm de large, disposées de manière spiralées.
Les cônes à graines sont terminaux, verts, devenant ensuite brun et de forme ovoïde, de 1,8 à 4,5 cm de long sur 1,2 à 4 cm de large (trois graines par écailles). Pollinisation de janvier à mai puis maturation des graines d’août à novembre.

## Répartition deC. lanceolataetC. konishii
En raison de plantations anciennes et étendues, à des fins de production de bois et d'ornement, la répartition naturelle originelle des genres actuels reste incertaine. Chine, Laos, Taïwan, Viêt Nam, Taiwan, peut-être Cambodge et largement introduit au Japon.

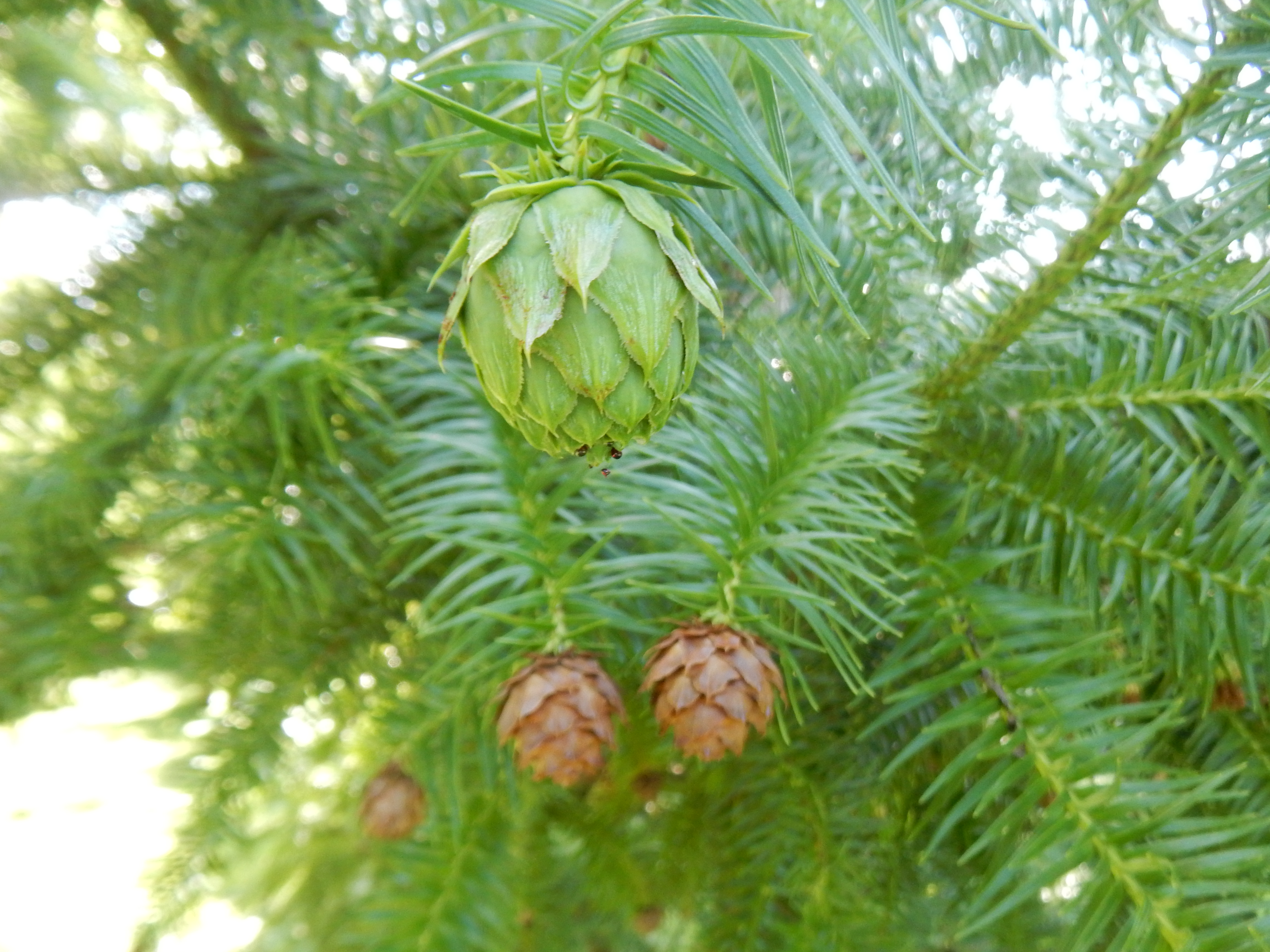
Cunninghamia lanceolata au Morris Arboretum